# 関西学生弓道連盟
関西学生弓道連盟（かんさいがくせいきゅうどうれんめい）は大阪府、京都府、兵庫県、滋賀県、奈良県、和歌山県にある大学に所属する弓道部または弓道サークルが、各大学につき1団体のみ加盟して組織する団体であり、全日本学生弓道連盟傘下の地域組織である。

## 歴史
- 1958年 関西学生弓道連盟創設。

## 加盟校

### 大阪府
- 大阪大学
- 大阪大学外国語学部
- 大阪学院大学
- 大阪教育大学
- 大阪経済大学
- 大阪経済法科大学
- 大阪芸術大学
- 大阪産業大学
- 大阪歯科大学
- 大阪市立大学
- 大阪電気通信大学
- 大阪府立大学
- 関西大学
- 近畿大学
- 四條畷学園短期大学
- 梅花女子大学
- 桃山学院大学

### 京都府
- 京都大学
- 京都外国語大学
- 京都学園大学
- 京都教育大学
- 京都工芸繊維大学
- 京都産業大学
- 京都女子大学
- 京都橘大学
- 京都府立医科大学
- 京都文教大学
- 京都文教短期大学
- 同志社大学
- 同志社女子大学
- 佛教大学
- 立命館大学
- 龍谷大学

### 兵庫県
- 大手前大学
- 関西学院大学
- 近畿医療福祉大学
- 甲南大学
- 甲南女子大学
- 神戸大学
- 神戸学院大学
- 神戸市外国語大学
- 兵庫県立大学神戸支部
- 兵庫県立大学姫路支部
- 神戸女子大学
- 姫路獨協大学
- 兵庫教育大学

### 滋賀県
- 滋賀大学
- 滋賀県立大学

### 奈良県
- 帝塚山大学
- 天理大学
- 奈良大学
- 奈良教育大学
- 奈良県立医科大学
- 奈良女子大学
- 畿央大学

### 和歌山県
- 高野山大学
- 和歌山大学

## 主な大会
- 新人戦（3月、4月）
- 記録会（男子：百射会、女子：四十射会）（5月）
- 関西学生弓道選手権大会（5月）

## リーグ戦
毎年9月から11月にかけて行われるリーグ戦である。男子は1大学8人（4人2立）で160射、女子は1大学4人（4人1立）で80射し、合計的中数によって勝敗を決する。
各部の入れ替えは、I部最上位大学を除く各部最上位大学と、男子V部、女子VI部最下位大学を除く各部最下位大学による入れ替え戦によって行われる。そこで勝利した大学が上位部に昇格し、敗北した大学が下位部に降格するシステムである。したがって、上位部最下位大学が勝利し、下位部最上位大学が敗北した場合は両大学とも残留となり、入れ替えは行われない。
- リーグ戦のI部優勝大学は、全日本学生弓道王座決定戦の出場資格を得る。
- リーグ戦の的中率上位大学は、全国大学弓道選抜大会の出場資格を得る。なお、選出されるのは男子12大学、女子10大学である。
- リーグ戦の個人成績上位5名は、東西学生弓道選抜対抗試合の出場資格を得る。

### リーグ編成
（下記は令和6年度のリーグ編成）

#### 男子の部
| I部     | 関西大学                 | 関西学院大学     | 京都橘大学           | 近畿大学     | 立命館大学           |          |
| II部-A  | 大阪経済大学             | 京都大学         | 神戸大学             | 同志社大学   | 奈良県立医科大学     |          |
| II部-B  | 大阪公立大学中百舌鳥支部 | 大阪大学         | 甲南大学             | 天理大学     | 桃山学院大学         |          |
| III部-A | 大阪公立大学杉本支部     | 大阪産業大学     | 兵庫県立大学神戸支部 | 佛教大学     | 龍谷大学             |          |
| III部-B | 大阪教育大学             | 京都教育大学     | 京都工芸繊維大学     | 京都産業大学 | 滋賀大学             |          |
| IV部-A  | 大阪芸術大学             | 大手前大学       | 神戸市外国語大学     | 奈良大学     | 和歌山大学           |          |
| IV部-B  | 大阪電気通信大学         | 京都外国語大学   | 京都府立医科大学     | 神戸学院大学 | 兵庫県立大学姫路支部 |          |
| V部-A   | 大阪歯科大学             | 京都先端科学大学 | 滋賀県立大学         | 帝塚山大学   | 奈良教育大学         | 花園大学 |
| V部-B   | 大阪学院大学             | 京都府立大学     | 京都文教大学         | 姫路獨協大学 | 兵庫教育大学         |          |

#### 女子の部
| I部     | 大阪経済大学             | 関西大学             | 関西学院大学     | 甲南大学             | 立命館大学           |
| II部-A  | 大阪大学                 | 京都橘大学           | 近畿大学         | 同志社大学           | 龍谷大学             |
| II部-B  | 大阪公立大学中百舌鳥支部 | 京都産業大学         | 滋賀大学         | 天理大学             | 桃山学院大学         |
| III部-A | 大阪芸術大学             | 大阪公立大学杉本支部 | 神戸市外国語大学 | 奈良県立医科大学     | 佛教大学             |
| III部-B | 京都大学                 | 神戸学院大学         | 奈良女子大学     | 兵庫県立大学姫路支部 | 和歌山大学           |
| IV部-A  | 京都教育大学             | 京都工芸繊維大学     | 京都女子大学     | 甲南女子大学         | 兵庫県立大学神戸支部 |
| IV部-B  | 大阪産業大学             | 大手前大学           | 神戸大学         | 滋賀県立大学         | 同志社女子大学       |
| V部-A   | 京都府立医科大学         | 神戸親和大学         | 奈良教育大学     | 奈良大学             | 花園大学             |
| V部-B   | 大阪教育大学             | 京都外国語大学       | 京都府立大学     | 帝塚山大学           | 兵庫教育大学         |
| VI部-A  | 大阪歯科大学             | 京都芸術大学         | 京都先端科学大学 | 神戸女子大学         |                      |
| VI部-B  | 大阪電気通信大学         | 京都文教大学         | 姫路獨協大学     | 大阪学院大学         |                      |